# Bredbægret ensian
Bredbægret ensian (Gentianella campestris) er en én- eller toårig, 5-30 centimeter høj plante i ensian-familien. Kronen er blåviolet og 15-25 millimeter lang. Bægeret består af to smalle og to ægformede flige. Blomsten er som regel 4-tallig. Arten bredbægret ensian er udbredt i Nord- og Mellemeuropa, sydpå kun i bjergegne.

## To underarter i Danmark
Der findes to underarter i Danmark:
- Gentianella campestris campestris
- Gentianella campestris baltica

Nominatformen (subsp. campestris) er rigt grenet fra grunden med spatelformede nedre stængelblade og et kronrør, der er næsten dobbelt så langt som bægeret.
Underarten baltisk ensian (subsp. baltica) er normalt ugrenet med æg-lancetformede nedre stængelblade, der er tydeligt spidse og et kronrør af længde med bægeret.
I Danmark er bredbægret ensian sjælden. Nominatformen campestris findes på lyngbakker, i hedemoser og på overdrev på nogle få lokaliteter i Jylland, mens Baltisk Ensian findes over hele landet på strandenge, overdrev og lyngheder. Den blomstrer i juli til oktober.